# Bactrocera garciniae
Bactrocera garciniae är en tvåvingeart som beskrevs av Mario Bezzi 1913. Bactrocera garciniae ingår i släktet Bactrocera och familjen borrflugor. Inga underarter finns listade.